# Nesodillo jonesi
Nesodillo jonesi is een pissebed uit de familie Armadillidae. De wetenschappelijke naam van de soort is voor het eerst geldig gepubliceerd in 1936 door Verhoeff.